# Empire colonial italien
 (mai 2020).
1882–1947/1960
Entités précédentes :
- Sultanat d'Hobyo
- Sultanat Majeerteen
- Sultanat Geledi
- Empire de Chine
- Empire ottoman (Régence de Tripoli, Dodécanèse)
- Royaume albanais
- Somalie britannique
- Royaume de Yougoslavie

Entités suivantes :
- République somalie
- Occupation britannique de la Tripolitaine et du Cyrénaïque
- Occupation française du Fezzan
- Royaume de Grèce (Dodécanèse)
- République de Chine
- Empire éthiopien
- Royaume albanais
- Somalie britannique
- État indépendant de Croatie (Dalmatie)

Le royaume d'Italie a créé un empire colonial de la fin du XIXe siècle au milieu du XXe siècle. L'apogée de cet empire se situe en 1940 : l'Italie possède alors des territoires en Méditerranée, en Afrique, en Asie et dans les Balkans.

## Origine
À la différence de la plupart des États européens, l'Italie a été unifiée tardivement, comme l'Allemagne, et apparaît donc tardivement sur le « marché » colonial ; elle se doit donc de concurrencer ses rivaux européens dans le domaine colonial, mais aussi dans les domaines naval et militaire. 
À partir de 1929, l'expansion impérialiste devient un des thèmes favoris des discours de Mussolini. Il soutient ainsi que l'expansion coloniale est une nécessité démographique et économique pour un pays comme l'Italie. L'expansion colonialiste se retrouve aussi dans le désir de Mussolini de remplacer le Royaume-Uni et, dans une moindre mesure, la France en tant que puissance dominante en Méditerranée.

## Composition

### En Afrique

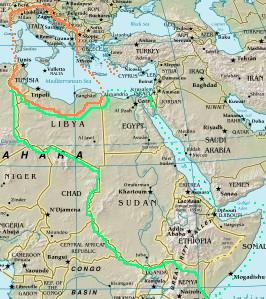
La vision d'un empire Mussolinien après la victoire finale de l'Axe — qui comprend la Tunisie, l'Égypte, le Soudan, Djibouti et l'Est du Kenya. Cet empire étendu devait être poursuivi en Italie (limite en orange), et la Grande-Afrique (limites en vert).

#### Afrique orientale
La colonie de Somalie italienne est établie dans les années 1889-1890. Elle s'étend en 1925 sur le Jubaland (l'Oltre Giuba) aux dépens du Kenya britannique.
La colonie de l'Érythrée est fondée en 1889. Considérée comme un prestigieux projet colonial pendant l'ère fasciste, sa capitale Asmara conserve encore à ce jour quelques bâtiments et monuments datant de l'époque coloniale. Cette ville se trouve d'ailleurs sur la liste du patrimoine mondial de l'UNESCO.
La première tentative des Italiens de conquérir l'Empire éthiopien (1895-1896) se solde par une défaite retentissante à Dogali, en 1887, où une colonne de l'armée italienne est taillée en pièce par l'armée éthiopienne. En 1896, après une sévère défaite à Adoua, l'Italie se voit forcée de reconnaître l'indépendance de l'Éthiopie. Toutefois, une seconde guerre italo-éthiopienne éclate en octobre 1935, et le 9 mai 1936, le roi d'Italie Victor-Emmanuel III est proclamé empereur d'Éthiopie. L’historien Angelo del Boca souligne que la conquête de l’Éthiopie fut accompagnée de nombre d'atrocités: usage de gaz interdits par la convention de Genève, viol des femmes, sévices infligés aux enfants, pendaison des hommes.
L'Afrique orientale italienne est formée par deux colonies : l'Érythrée et la Somalie italienne auxquelles s'ajoutent un territoire occupé : l'Abyssinie (Éthiopie). Mussolini rêve d'envoyer des millions de colons italiens en Afrique orientale et il a beaucoup d'espoir de rentabiliser ces territoires.
Cependant, en envahissant l'Empire éthiopien, pays membre de la Société des Nations, l'Italie s'attire les foudres de la communauté internationale. Par ailleurs, sa politique coloniale se soldera par un échec, l'Abyssinie ne sera que partiellement occupée pendant cinq ans. 

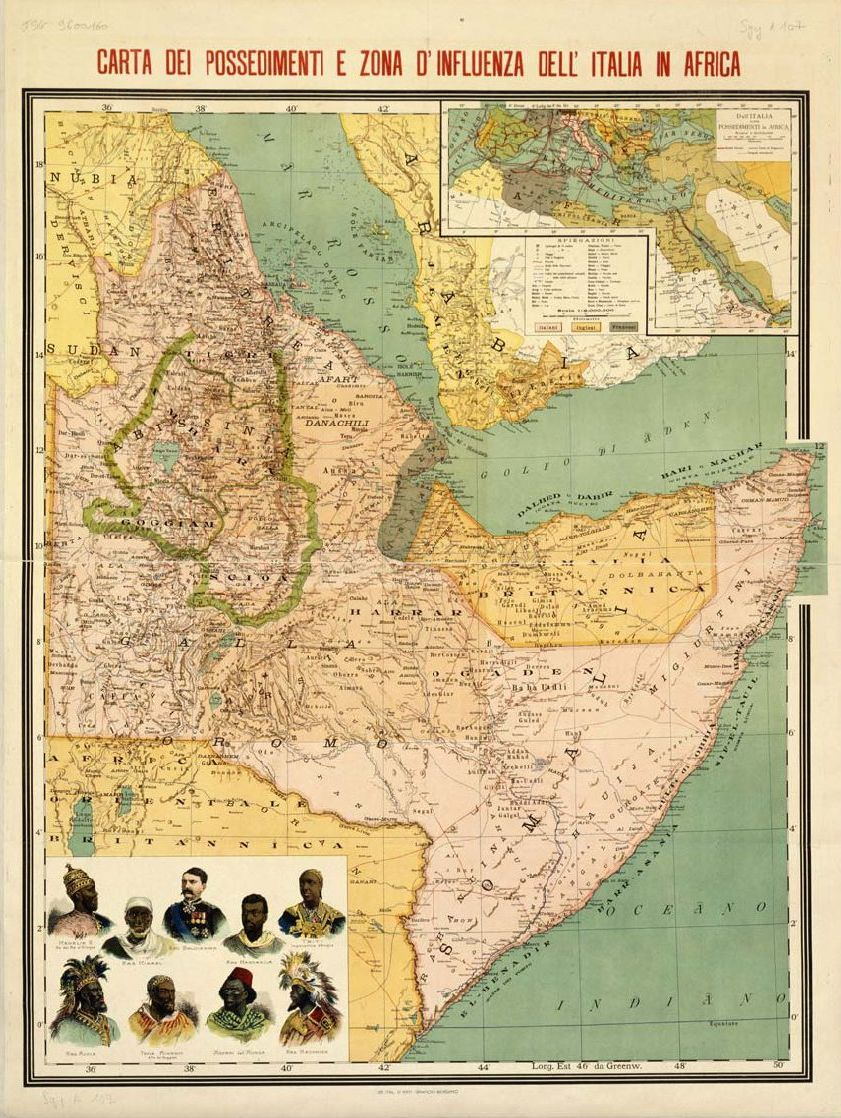
Carte des possessions italiennes en Afrique (1896).
La campagne d'Érythrée (1941).

#### Libye

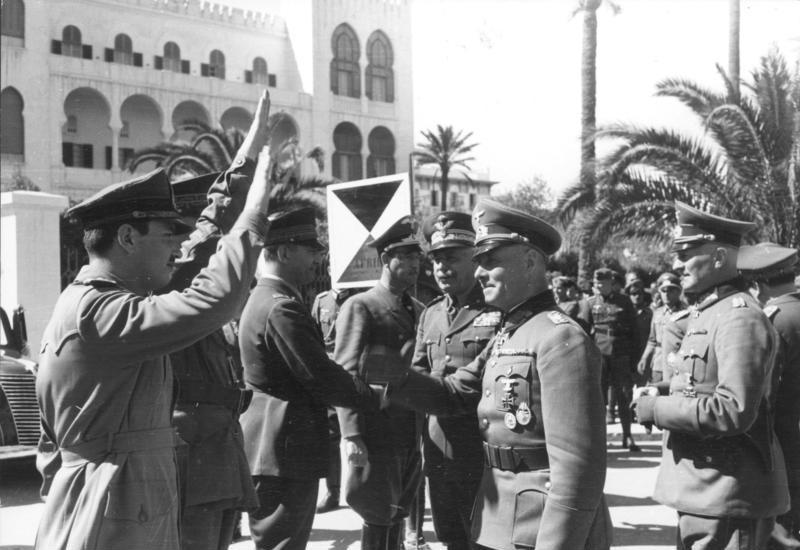
Le général Rommel reçu par des officiers italiens à Tripoli (février 1941)

Plus au nord, l'Italie acquiert en 1911 les territoires africains de la Tripolitaine et de la Cyrénaïque au détriment de l'Empire ottoman, conformément au traité de Lausanne, après la courte guerre italo-turque. La proximité de cette colonie vis-à-vis de la métropole est évidemment un atout majeur. Peu après l'annexion de ces territoires, l'Italie signe un traité avec la France, où la France et l'Italie se reconnaissent mutuellement dans leurs territoires coloniaux, et pour fixer les frontières de l'Afrique du Nord. En 1934, la Tripolitaine et la Cyrénaïque sont unies pour former la colonie de la Libye, un nom utilisé 1 500 ans auparavant par l'empereur Dioclétien. L'Italie perd le contrôle de la Libye pendant la guerre du désert, lorsque les forces allemandes et italiennes se retirent de Tunisie en 1943.

### En Chine
En 1901, l'Italie, de même que plusieurs autres pays européens, se voit reconnaître une concession dans la ville de commerce de Tianjin, en Chine. La concession italienne, avec ses quarante-six hectares, est l'une des plus petites zones européennes de la ville. L'accord de concession cesse en 1943. La concession est reprise par les occupants japonais.

### En Europe
Pour un article plus général, voir Histoire militaire de l'Italie pendant la Seconde Guerre mondiale.

#### Dodécanèse
L'archipel du Dodécanèse fait partie des acquisitions territoriales italiennes pendant la guerre italo-turque de 1911-1912. On considère le contrôle de Rhodes et de ces îles environnantes comme un défi pour l'Italie face à la domination britannique en Méditerranée. 
Avec le traité de Lausanne de 1923, qui met un terme à la Guerre d'indépendance turque, le Dodécanèse passe officiellement sous domination italienne.
Après la capitulation de l'Italie en 1943, et même après la retraite allemande de Grèce continentale en 1944, le Dodécanèse reste occupé jusqu'à la fin du conflit, en 1945, avec des conséquences tragiques pour la population.

#### Majorque
L'armée italienne occupe l'île de Majorque de 1936 à 1939, dans le cadre de la guerre d'Espagne. L'objectif à terme était d'annexer les Baléares à l'Empire italien et de créer un État client en Espagne.

#### Albanie

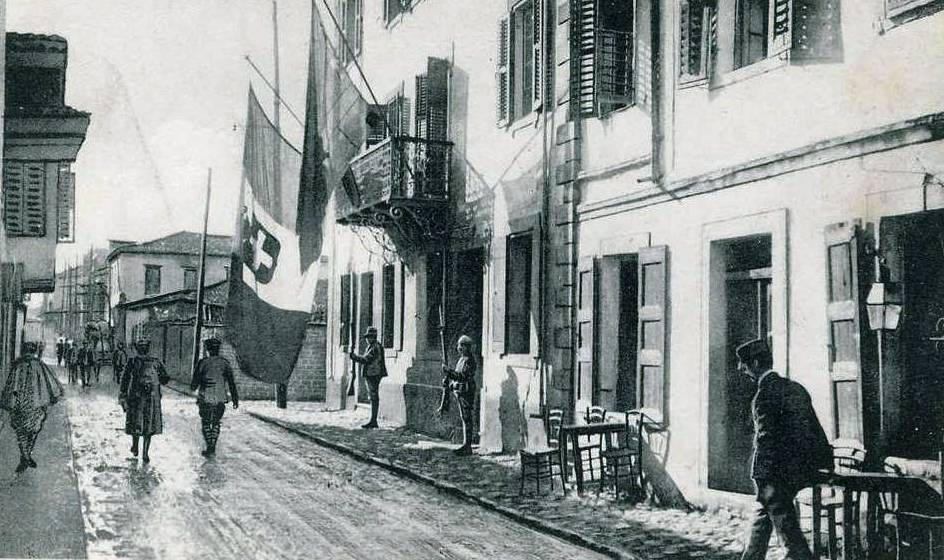
Vlora sous l'occupation italienne (1916-1920)

L'Albanie n'est plus indépendante de fait, avant la décision italienne de conquérir et d'occuper le royaume en 1939. Selon certains observateurs, les raisons de cette attaque subite sont multiples, mais il s'agit probablement d'une volonté de répondre aux récentes annexions de l'Allemagne nazie. L'invasion de l'Albanie débute le 7 avril 1939. En quelques jours, le royaume est annexé et son roi Zog Ier s'enfuit au Royaume-Uni.
Victor-Emmanuel III est proclamé souverain du nouveau Royaume albanais, et un gouvernement fasciste dirigé par Shefqet Verlaci est mis en place. Les forces armées albanaises sont englobées dans des unités italiennes. La résistance à l'occupation italienne augmente rapidement en 1942 et 1943. À l'été 1943, l'intérieur montagneux du pays est contrôlé par des résistants communistes menés par Enver Hoxha.

#### Yougoslavie
En 1941, après l'invasion et le démembrement de la Yougoslavie, les Italiens, qui connaissaient avec ce pays un litige territorial de longue date, annexent une partie des actuels Monténégro, Croatie, Slovénie, Kosovo et Macédoine. Sur le territoire croate, ils annexent la Dalmatie où ils possédaient déjà la province de Zara. Deux nouvelles provinces sont ajoutées à celle-ci pour former le gouvernorat de Dalmatie. Une partie de la Slovénie - le reste étant partagé entre les Allemands et les Hongrois - devient la province de Ljubljana. Les occupants italiens projettent de restaurer la monarchie monténégrine pour faire du Monténégro un État-satellite à l'égal de l'Albanie. Mais, du fait de l'insurrection générale que connaît ce territoire, le projet est vite abandonné et le Monténégro devient un simple gouvernorat. La région monténégrine des bouches de Kotor est par contre intégrée au gouvernorat de Dalmatie. Plusieurs régions yougoslaves peuplées majoritairement d'Albanais - l'essentiel du Kosovo, l'ouest de la Macédoine et certaines régions monténégrines - sont intégrées par les Italiens à leur protectorat albanais.

## Fin de l'empire colonial italien
Le régime de Mussolini rêvait d'un nouvel empire romain en Méditerranée et dans le nord-est de l'Afrique. La défaite de ce régime lors de la Seconde Guerre mondiale met fin à cet espoir.
La fin de l'empire colonial italien commence en Éthiopie d'où les Italiens sont rapidement chassés par les forces de l'empire britannique qui ramènent le Négus Haïlé Sélassié à Addis-Abeba, cependant que, au sud, la Force Publique du Congo belge remporte les victoires d'Asosa, de Gambela, de la Bortaï et de Saïo.
La perte finale de leur empire par les Italiens est consommée en 1943. Engagés dans la guerre du désert, les Italiens sont chassés de Libye par les Britanniques et les Forces françaises libres. En septembre 1943, après la capitulation de l'Italie, l'Albanie, le Dodécanèse et les zones italiennes en Yougoslavie sont occupées par les Allemands, tandis que la Dalmatie est annexée par l'État indépendant de Croatie. Au printemps 1945, les communistes yougoslaves envahissent non seulement les anciennes zones d'occupation italiennes, mais également divers territoires que l'Italie avait obtenus à la fin de la Première Guerre mondiale. La population italienne y est victime de massacres. 
La fin officielle de l'Empire est entérinée au traité de Paris en 1947. L'Italie perd toutes ses possessions hors d'Europe, les zones conquises pendant la Seconde Guerre mondiale, et doit en outre céder à la Yougoslavie l'essentiel de l'Istrie, une partie de la Vénétie julienne et la région de Zara. L'ancienne Libye italienne est placée sous administration franco-britannique avant de devenir en 1951 le Royaume-Uni de Libye. L'administration de la colonie de la Somalie italienne est confiée par les Nations unies à l'Italie de 1949 à 1960.

### Sources et bibliographie
- (en) Jacqueline Andall et Derek Duncan (dir.), Italian colonialism: legacy and memory, Peter Lang, Oxford, New York, 2005, 301 p.  (ISBN 3-03-910326-1)
- (fr) Jean-Louis Miège, L'Impérialisme colonial italien de 1870 à nos jours, Société d'édition d'enseignement supérieur, Paris, 1968, 419 p.
- (it) Alessandro Aruffo, Storia del colonialismo italiano : da Crispi a Mussolini, Datanews, Rome, 2003, 167 p.  (ISBN 978-88-7981-315-0)
- (fr) Avenel Jean-David, Paoletti Ciro, L'Empire italien (1885-1945), Economica, Paris, 2014, 160 p.  (ISBN 978-2717867572)
- (fr) Histoire de la colonisation italienne, conférence de Giorgio Rochat  enregistrée au théâtre Claude-Lévi-Strauss le 15 mars 2007, université populaire du Quai-Branly, Paris, 2007, 102 min (DVD)